# Oleh Otscheretko
Oleh Andrijowytsch Otscheretko (ukrainisch Олег Андрійович Очеретько, wiss. Transliteration Oleh Andrijovyč Očeretʹko; * 25. Mai 2003 in Makijiwka, Donezk) ist ein ukrainischer Fußballspieler.

## Karriere

### Verein
Otscheretko durchlief die Jugend bei Schachtar Donezk und rückte dort zur Saison 2019/20 von der U19 in die zweite Mannschaft des Vereins auf. In der Folgesaison rückte er in die erste Mannschaft auf, wurde jedoch zunächst für zwei Jahre an den Ligakonkurrenten FK Mariupol verliehen. Dort gab Otscheretko sein Debüt in der ersten Liga und bestritt insgesamt 27 Ligaspiele mit der Mannschaft. Zur Saison 2022/23 kehrte er zu Schachtar zurück. Nach insgesamt 16 Einsätzen dort in der Liga im Laufe der folgenden eineinhalb Jahre, die meisten davon als Einwechselspieler, sowie jeweils einem weiteren im ukrainischen Pokal und in der UEFA Champions League, verlieh ihn der Verein im Februar 2024 für den Rest der laufenden Spielzeit an den SK Dnipro-1. Für die folgende Saison 2024/25 schloss sich eine Leihe an den Ligakonkurrenten Karpaty Lwiw an.

### Nationalmannschaft
Mit der ukrainischen U17 nahm Otscheretko an Qualifikations- und Freundschaftsspielen teil und führte die Mannschaft zumeist als Kapitän an. Anschließend folgten auch Qualifikationsspiele mit der U19.
Ab März 2021 war er für die ukrainische U21-Nationalmannschaft aktiv und bestritt fast alle Spiele seines Teams der Endrunde der Europameisterschaft 2023. Hier war er Ergänzungsspieler und erreichte mit seinen Mitspielern das Halbfinale, das man mit 1:5 gegen Spanien verlor. 2025 nahm er erneut an der U21-Europameisterschaft teil, schied mit der Mannschaft jedoch nach der Vorrunde aus, wobei er alle drei Gruppenspiele von Beginn an bestritt.
Im Sommer 2024 gehörte Otscheretko der ukrainischen Auswahl bei den Olympischen Sommerspielen an und bestritt beim dortigen Fußballturnier bis zum Vorrundenaus der Mannschaft alle drei Gruppenspiele.